# گیالی
گیالی (به لاتین: Gyali) یک کوه و جزیره در یونان است که در Dodecanese Prefecture واقع شده‌است. گیالی ۱۰ نفر جمعیت دارد و ۱۸۰ متر بالاتر از سطح دریا واقع شده‌است.